# Leptochilus limbiferus
Leptochilus limbiferus (лат.) — вид одиночных ос из семейства Vespidae.

## Распространение
Юго-восточная Европа (от Италии и Греции до юга России). В 2016 году найдены в Венгрии, в 2020 году впервые обнаружены в Азербайджане и Черногории. В России отмечены на Северном Кавказе (Краснодарский край). В то же время его предыдущие указания из Армении были признаны основанными на ошибочной идентификации Leptochilus (Euleptochilus) duplicatus (Klug, 1835) (нового для Армении и Кавказа в целом).
Турция.

## Описание
Мелкие одиночные осы, длина тела до 1 см. Окраска тела варьирует, в основном чёрная с жёлтыми отметинами. Наличник полностью желтый. Базитарзус III тонкий, узкий, с параллельными сторонами. Тегулы сильно увеличены. Усики самок 12-члениковые, у самцов — 13-члениковые. В брюшке 6 тергитов у самок и 7 у самцов. Для кормления своих личинок добывают в качестве провизии гусениц бабочек и личинок долгоносиков Curculionidae. В Краснодарском крае (Россия) обнаружены гнёзда, которые находились в пустых раковинах наземного вида улиток Xeropicta derbentina. В качестве строительного материала осы использовали гранулы из сухой почвы и частиц гравия, а также кусочки ракушек, а иногда и крошечные раковины. Самки ос охотились на гусениц выемчатокрылой моли Syncopacma coronillella (Gelechiidae) и двух других неустановленных видов. Имаго L. limbiferus питались нектаром цветов пяти видов растений пяти семейств. Наблюдались также самцы, патрулирующие место гнездования и спящие внутри раковины X. derbentina. В гнёзда вторгались муравьи и мухи-жужжалы из подсемейства Anthracinae (Bombyliidae).

## Таксономия
Выделяемые ранее подвиды Leptochilus limbiferus anatolicus Blüthgen, 1955 и L. limbiferus achaeus Gusenleitner, 1970 с 2020 года рассматриваются как синонимы номинативного таксона L. limbiferus s. str. (новые синонимы).